# Operacja odesko-mikołajowska
Operacja odesko-mikołajowska – operacja Frontu Ukraińskiego Armii Czerwonej, przeprowadzona głównie przez sprzymierzone z nią oddziały partyzanckie pod dowództwem Nikifora (Matwija) Hryhorjewa, przeprowadzona między lutym a kwietniem 1919 r. Jej celem było wyparcie z wybrzeża Morza Czarnego, regionów odeskiego i mikołajowskiego francuskich oraz greckich wojsk interwencyjnych i przyłączenie ich do Ukraińskiej SRR.

## Przebieg wydarzeń

### Tło i plan operacji

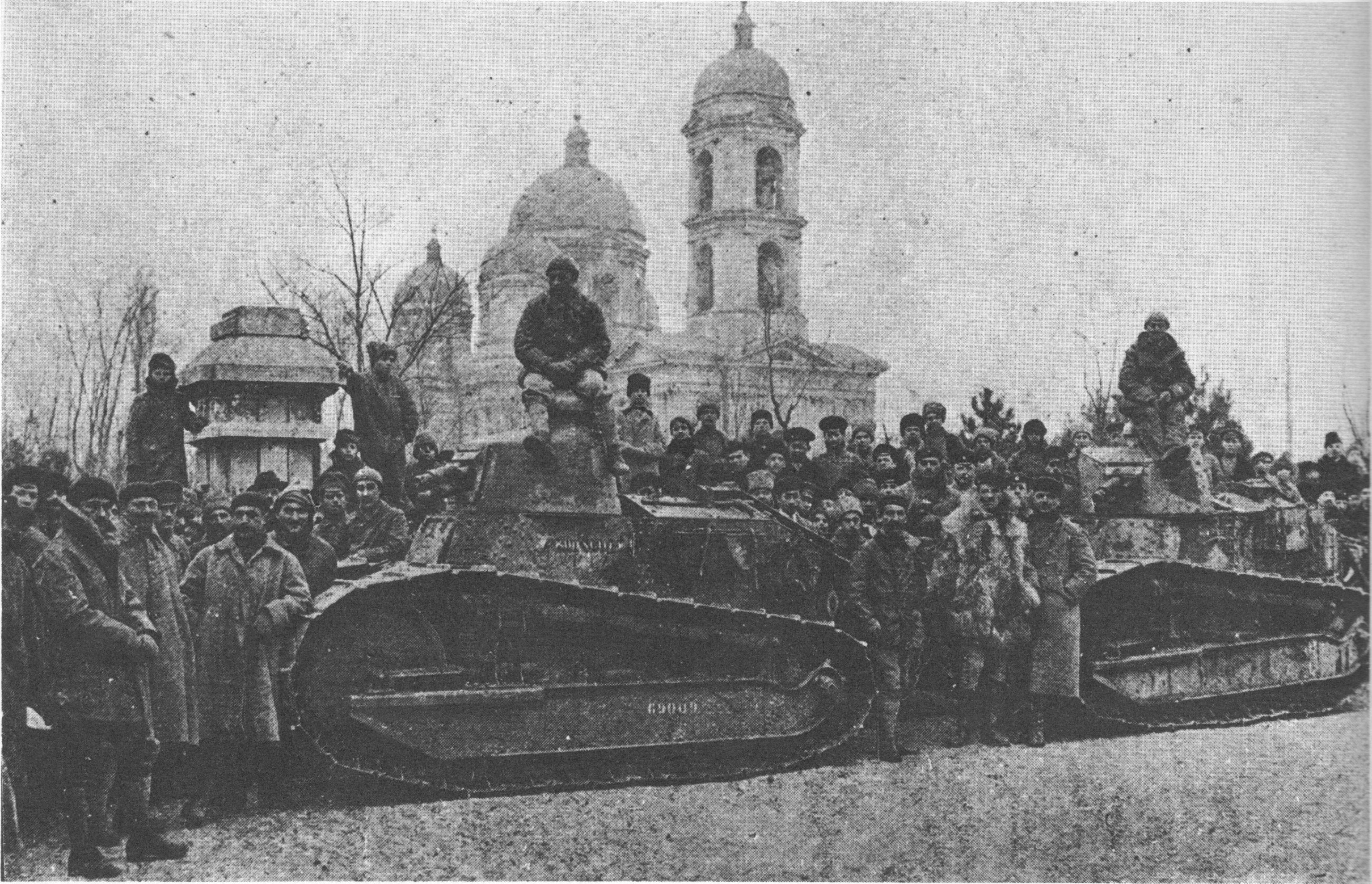
Francuscy żołnierze przy cerkwi św. Aleksego w Odessie, przełom 1918 i 1919 r.

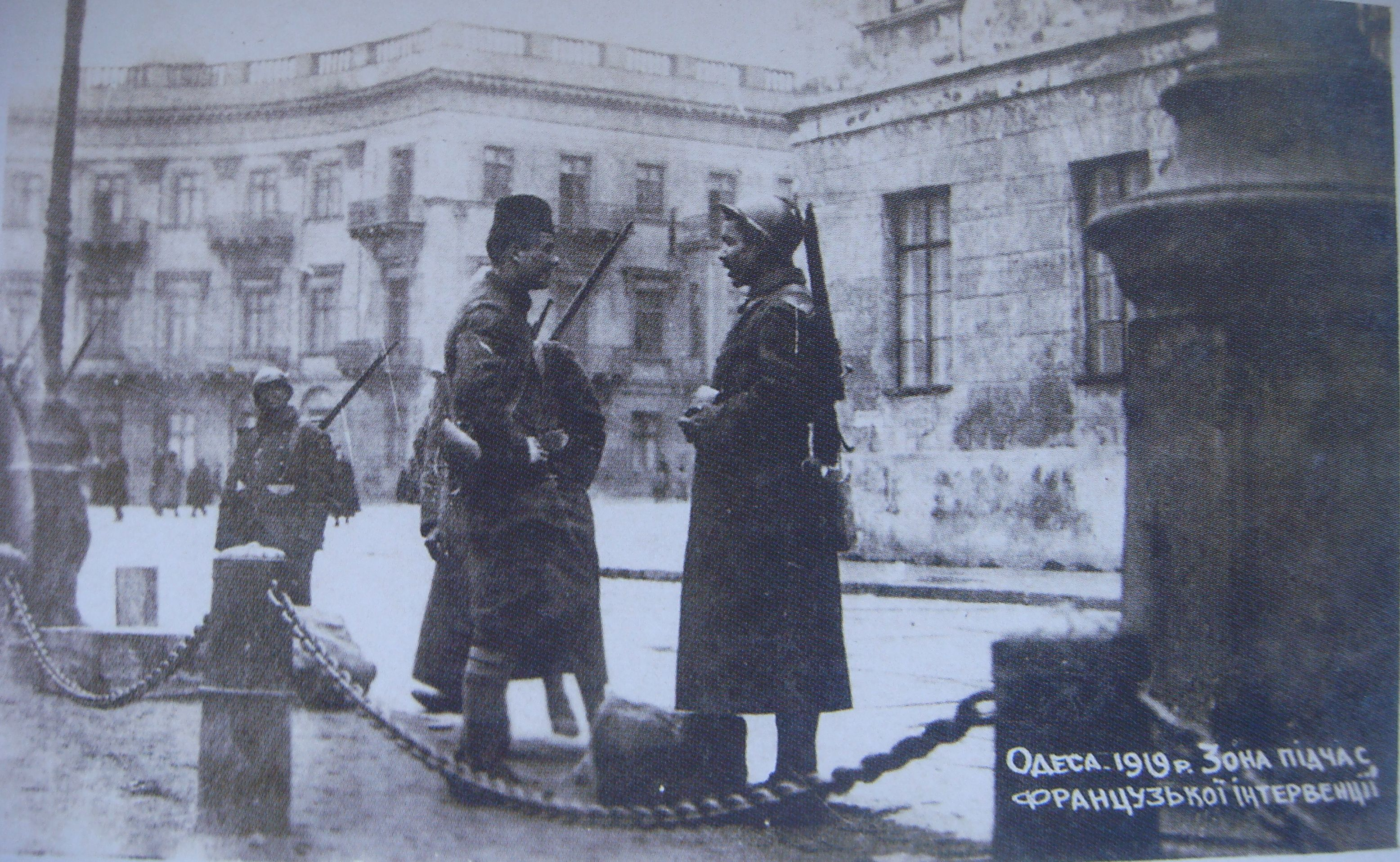
Żołnierze francuskiej armii kolonialnej w Odessie

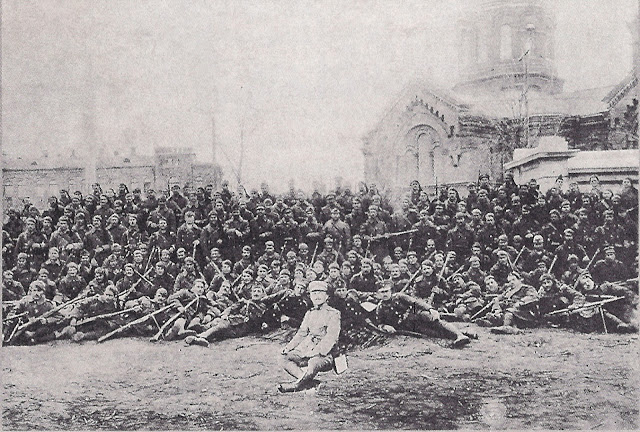
Greccy żołnierze w Odessie

Operacja odesko-mikołajowska została zaplanowana w listopadzie-grudniu 1918 r. przez Władimira Antonowa-Owsiejenkę, w ramach szerszego planu agresji wymierzonej w Ukraińską Republikę Ludową. Zakładał on trzy etapy działań: najpierw uderzenie na Charków, który stałby się następnie bazą wypadową do marszu na Donbas, następnie zdobycie Kijowa, zaś w trzeciej kolejności – opanowanie regionów Mikołajowa i Odessy oraz wybrzeża czarnomorskiego. Z Odessy Antonow-Owsiejenko zamierzał wyprzeć oddziały aliantów, które wylądowały w miejscowym porcie w dniach 23-27 listopada 1918 r.. Krótko potem, w grudniu tego samego roku miasto opuściły wojska niemieckie i austro-węgierskie, zaś 17 grudnia do portu dotarły oddziały francuskie. Dowodzący nimi gen. Borius zażądał od oddziałów ukraińskich, wiernych Dyrektoriatowi, opuszczenia miasta. Gdy te odmówiły, zostały zmuszone do odejścia przez artylerię francuskich okrętów oraz przez siły białych pod dowództwem gen. Aleksieja Griszyna-Ałmazowa. W ciągu dwóch kolejnych miesięcy wojska interwencyjne przesunęły się na północ i wschód, obejmując kontrolą także Mikołajów i Chersoń.
W tym samym czasie Antonow-Owsiejenko rozpoczął planowaną ofensywę na Ukrainie. Charków został opanowany przez bolszewików 3 stycznia 1919 r. Do Kijowa Armia Czerwona wkroczyła natomiast 5 lutego tego samego roku. W tym samym miesiącu oddziały partyzanckie uznające dowództwo bolszewickie, dowodzone przez byłego podpułkownika armii Ukraińskiej Republiki Ludowej Matwija Hryhorjewa, zmusiły siły wierne ukraińskiemu Dyrektoriatowi do opuszczenia rejonów Jelizawietgradu, Znamjanki, Krzywego Rogu, Korystowki. 6 lutego oddziały partyzanckie pod dowództwem P. Tkaczenki wspólnie z miejscowymi oddziałami robotniczymi opanowały Jelizawietgrad. Posuwając się dalej na południe, zgrupowanie Tkaczenki i 1 Rewolucyjny Pułk Wozniesieński opanowały 12 lutego Nowomyrhorod, Biziukowe i Nowoukrainkę, zbliżając się na odległość 70 km od kontrolowanego przez interwentów Chersonia.

### Bitwa o Chersoń
2 marca partyzancka brygada atamana Matwieja Hryhorjewa (pod nazwą 1 Dywizji Zadnieprzańskiej), którego siły wspierały dwa pociągi pancerne skierowane na południe przez Antonowa-Owsiejenkę, przystąpiła do uderzenia na Chersoń, broniony przez siły francuskie i greckie, a także niemiecki pociąg pancerny. Wbrew raportom Hryhorjewa kierowanym do dowództwa frontu, w których bitwę opisywano jako wspaniałe zwycięstwo, walki o miasto były bardzo zacięte. 5 marca z walki wycofał się niemiecki pociąg pancerny, co przyspieszyło postępy czerwonych. Przybyła jako uzupełnienie kompania piechoty z francuskiego 176 pułku początkowo odmawiała walki, żołnierze zostali przymuszeni do zejścia ze statku i przyłączenia się do bitwy. Walkę z czerwonymi podjął natomiast 500-osobowy oddział Greków. Ostatecznie Chersoń został opanowany 10 marca 1919 r., po ośmiodniowej bitwie, w trakcie której statki interwentów ostrzelały z Dniepru port rzeczny i miasto, wywołując pożary. Przed samym wycofaniem się żołnierze francuscy i greccy podpalili magazyny portowe, w których wcześniej uwięzili dwa tysiące mieszkańców miasta jako zakładników, a następnie strzelali do uciekających. Około pięciuset osób zginęło. W odwecie Hryhorjew nakazał zabić greckich żołnierzy, którzy nie zdążyli odpłynąć na statkach po Dnieprze z miasta.

### Opanowanie Mikołajowa

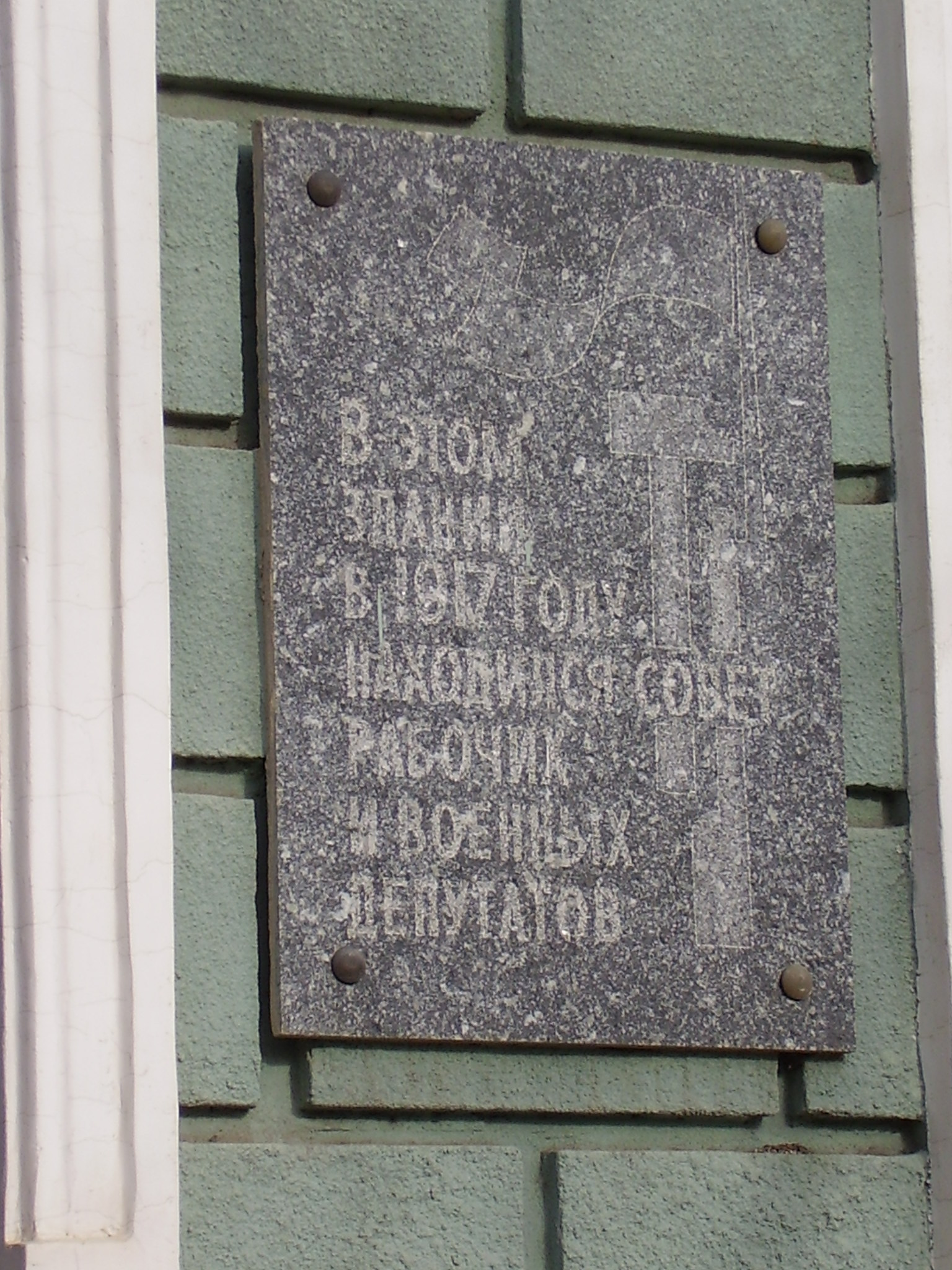
Tablica pamiątkowa na budynku rady delegatów robotniczych i żołnierskich w Mikołajowie

Gdy bitwa o Chersoń jeszcze trwała, Hryhorjew postanowił 5 marca równocześnie skierować część swoich sił na Mikołajów. W mieście tym jeszcze w końcu stycznia 1919 r. powstała rada delegatów robotniczych i żołnierskich, w której bolszewicy stanowili większość. Ponadto w mieście znajdowały się oddziały niemieckie i austro-węgierskie, które nie zdołały się dotąd wycofać (z powodu blokowania dróg przez czerwonych partyzantów), a wśród żołnierzy zaczęły szerzyć się idee rewolucyjne. Mikołajowscy bolszewicy uzgodnili z niemieckim dowództwem, że jeśli ich żołnierze bez przeszkód opuszczą miasto, przekażą swoje uzbrojenie miejscowym robotnikom. Miejscowi liderzy partyjni byli zadowoleni z takiego porozumienia i nie życzyli sobie wcale, by do Mikołajowa wkroczył ataman, którego lojalność wobec dowództwa Armii Czerwonej wcale nie była pewna. 6 marca do sztabu Hryhorjewa przybył, przekraczając linię frontu, bolszewik J. Riappo. Przekonywał on Hryhorjewa, by odwołał zaplanowany szturm na miasto, tym bardziej, że siły stron byłyby nieproporcjonalne. Ataman zamierzał skierować przeciwko 10 tys. żołnierzy niemieckich, 1500 żołnierzy greckich, 100 karabinom maszynowym i 50 działom zaledwie 1600-osobowe zgrupowanie piechoty, 20 kawalerzystów i trzy działa. Pijany Hryhorjew odstąpił od swojego pomysłu dopiero wtedy, gdy 7 marca jego oddziały napotkały dobrze zorganizowany opór żołnierzy niemieckich oraz francuskiego krążownika na Dnieprze.
Gdy bitwa o Chersoń jeszcze trwała, bolszewicy podjęli negocjacje z francuskimi żołnierzami w Mikołajowie, nakłaniając ich do opuszczenia miasta i niesprzeciwiania się temu, by podobnie postąpili Niemcy. Francuzi początkowo odmawiali i grozili ostrzelaniem miasta, jednak żołnierze niemieccy, którzy wcześniej przeszli na stronę rewolucjonistów, zapowiedzieli, że wówczas wystąpią przeciwko nim. Pod wrażeniem wydarzeń w Chersoniu (w tym faktu, że miejscowa ludność, podobnie jak w Mikołajowie, wspierała czerwonych), dowództwo francuskich oddziałów interwencyjnych zgodziło się wówczas na ewakuację. Miejscowi bolszewicy skierowali wówczas do przewodniczącego Rady Komisarzy Ludowych Ukraińskiej SRR Christiana Rakowskiego telegram z apelem o powstrzymanie marszu Hryhorjewa z Chersonia w kierunku Mikołajowa. Obawiali się, że partyzancki dowódca zrujnuje wynegocjowane ustalenia, atakując wojska interwencyjne. Dowiedziawszy się o porozumieniu, na mocy którego bolszewicy mieli przejąć kontrolę nad Mikołajowem, Hryhorjew oskarżył miejscowych działaczy partyjnych o to, że przywłaszczyli sobie należne mu zwycięstwo i 11 marsza skierował swoje siły w kierunku miasta, wdając się po drodze w kilka mniejszych potyczek z oddziałami niemieckimi, które w takiej sytuacji poddawały się. Faktycznie bolszewicy opanowali Mikołajów 12 marca. Rada delegatów robotniczych i żołnierskich w Mikołajowie ogłosiła przejęcie władzy w mieście, gdy pod jej kontrolą były kluczowe obiekty w mieście (w tym poczta, dworzec). 15 marca wkroczyły do niego oddziały Hryhorjewa, przejmując dla siebie broń pozostawioną przez odchodzących Niemców. Władimir Antonow-Owsiejenko, dowodzący Frontem Ukraińskim, był niezadowolony z niesubordynacji Hryhorjewa, jednak atamana bronił Anatolij Skaczko, dowodzący grupą wojsk, do której formalnie należało partyzanckie zgrupowanie. Skaczko liczył na rozwój własnej kariery wojskowej dzięki kolejnym prestiżowym zwycięstwom podległych mu sił.

### Przygotowania do bitwy o Odessę
Wydarzenia w Chersoniu i Mikołajowie przyczyniły się do ogromnego spadku morale we francuskich i greckich oddziałach interwencyjnych, tym bardziej, że w Odessie wśród Francuzów działali bolszewiccy agitatorzy, przekonały natomiast żołnierzy Armii Czerwonej, że zwycięstwo nad Francuzami jest możliwe. 15 marca dowodzący francuskimi siłami interwencyjnymi gen. Philippe d'Anselme ogłosił w Odessie stan wyjątkowy i utworzył nowy lokalny rząd w miejsce administracji, którą po wejściu Francuzów tworzyli w Odessie reprezentanci gen. Denikina. Obecność i rządy Francuzów popierała jednak tylko skrajna prawica. Wszystkie pozostałe organizacje rosyjskie, od liberałów po mienszewików, były jej przeciwne. Przedstawiciele Sił Zbrojnych Południa Rosji, chociaż także ich relacje z Francuzami nie były łatwe, zdecydowali się jednak pozostać lojalni wobec francuskich wojsk interwencyjnych, uznając, że na ich odejściu najbardziej skorzystaliby bolszewicy.

Tymczasem Antonow-Owsiejenko, zamierzając zdyscyplinować Hryhorjewa, zdecydował, że grupę uderzeniową, która będzie kontynuowała marsz na Odessę, sformuje i poprowadzi Anatolij Skaczko, zaś oddziały atamana, który już przygotowywał się do dalszych działań, nie wezmą udziału w tym etapie operacji. Do grupy uderzeniowej wytypował jednostki 2 Ukraińskiej Dywizji Radzieckiej oraz oddziały partyzanckie działające na północ i zachód od Odessy. Hryhorjew miał jedynie zabezpieczać tyły między Oczakowem a Berezówką. Mimo takich rozkazów Skaczko powierzył zadanie zdobycia Odessy Hryhorjewowi i dopiero na wyraźne polecenie głównodowodzącego Frontu Ukraińskiego odwołał ten plan, kierując oddziały Hryhorjewa do walki na odcinku krymskim. Sytuacja zmieniła się jednak w związku z kontruderzeniem armii Ukraińskiej Republiki Ludowej z kierunku zachodniego. Antonow-Owsiejenko uznał, że nie może pozwolić sobie na przerzucenie części oddziałów na wschód. W tej sytuacji Skaczko po raz drugi nakazał Hryhorjewowi marsz na Odessę. 23 marca ataman poinformował dowództwo o planie zaatakowania miasta z kierunku północno-wschodniego i natychmiast przystąpił do jego wykonywania. Po odniesieniu pierwszych zwycięstw wydał manifest, w którym zachęcał białych oficerów do wstępowania do swoich oddziałów. Obawiając się, że siły Hryhorjewa nie wystarczą do pokonania 35-tysięcznego zgrupowania interwencyjnego w Odessie, 1 kwietnia Antonow-Owsiejenko zreorganizował siły Frontu Ukraińskiego, kierując w rejon Odessy również partyzanckie zgrupowanie Tkaczenki, pułk Wozniesieński oraz sformowany pod Połtawą pułk im. Tarasa Szewczenki, a także zamierzał stworzyć jeszcze jedną grupę uderzeniową. Zanim jednak formacje te w ogóle dotarły w bliski rejon Odessy, Hryhorjew był już w odległości kilkunastu kilometrów od miasta.

### Ewakuacja wojsk francuskich. Wkroczenie Armii Czerwonej do Odessy

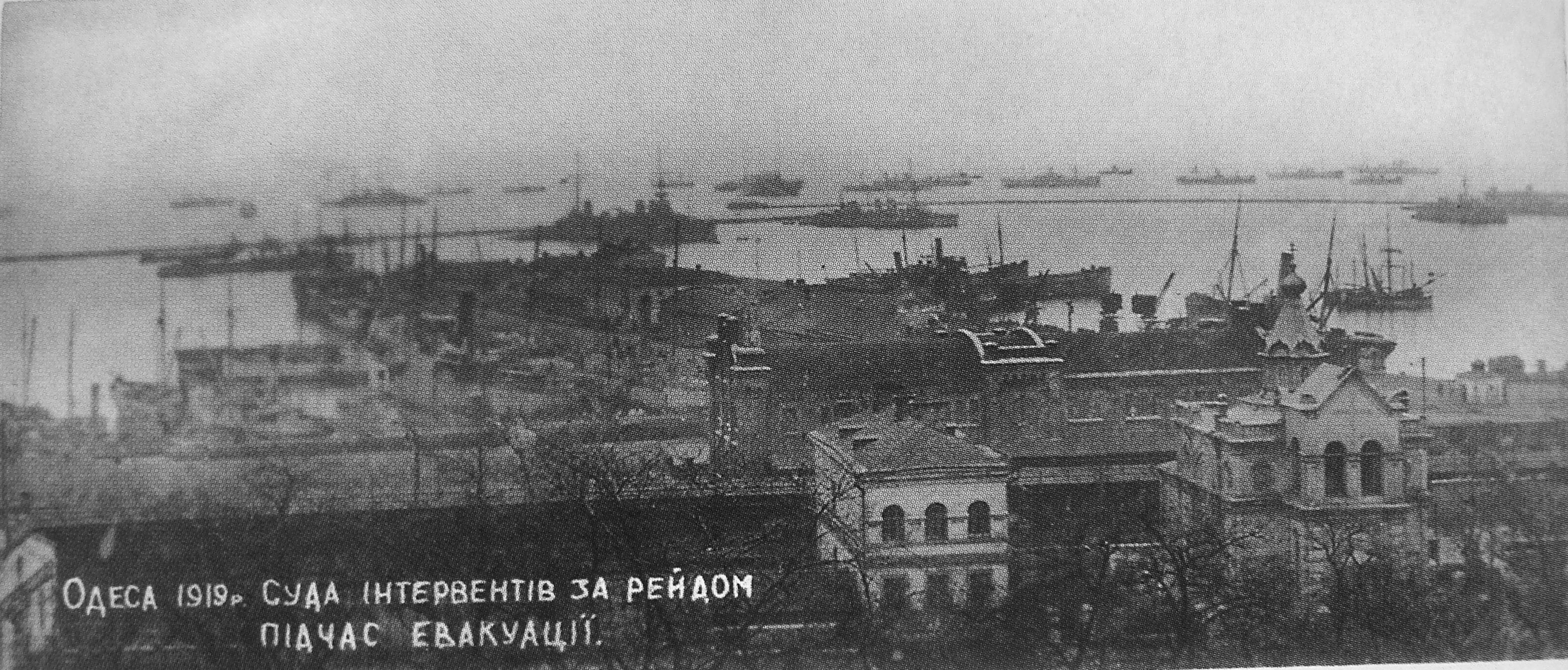
Francuskie okręty w porcie w Odessie przed ewakuacją

Francuzi deklarowali, że wspólnie z białymi będą bronić miasta. Obrona była teoretycznie możliwa, siły interwencyjne oraz wspierani przez nich biali mieli przewagę liczebną oraz byli lepiej uzbrojeni. Jeszcze 26 marca do Odessy dotarły nowe oddziały francuskie i greckie, prowadzono również prace przy umocnieniu miejskich fortyfikacji. Od stycznia 1919 r. miasto było praktycznie zablokowane od strony lądowej, brakowało w nim żywności, elektryczności i wody, zakłady pracy wstrzymały działalność. Po zajęciu Chersonia i Mikołajowa przez czerwonych blokada była pełna.

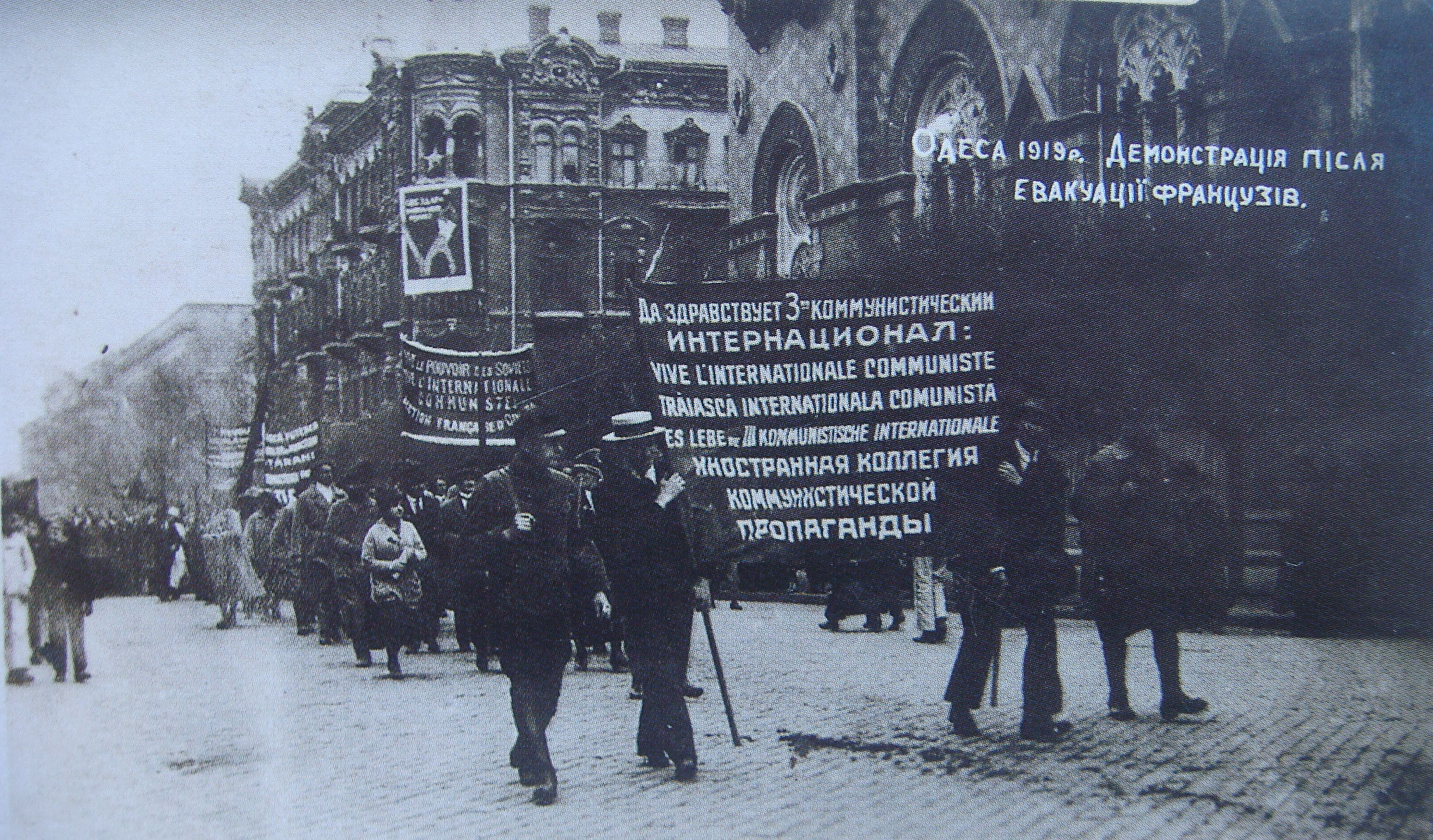
Manifestacja bolszewików w Odessie po wycofaniu się Francuzów, kwiecień 1919 r.

29 marca d'Anselme polecił Samodzielnej Odeskiej Brygadzie Strzeleckiej, jednostce białych, udanie się do Oczakowa i strzeżenie z tego miejsca drogi do Odessy od wschodu. Praktycznie jednak natychmiast po tym, gdy biali wykonali zadanie, otrzymali rozkaz opuszczenia miasteczka i wycofania się. Równocześnie w mieście działało bolszewickie podziemie, szykujące powstanie zbrojne w momencie, gdy oddziały Hryhorjewa będą na przedpolach miasta. 30 marca do Odessy ponownie przybyły francuskie uzupełnienia, jednak już 2 kwietnia gen. Franchet d'Esperey nakazał gen. d'Anselme'owi ewakuację francuskich wojsk z Odessy w terminie 72 godzin. D'Anselme skrócił jeszcze ten termin, deklarując, że jest w stanie wykonać rozkaz w ciągu 48 godzin. 5 kwietnia 1919 r. ostatni francuski okręt opuścił czarnomorski port.
Wycofujący się z Odessy Francuzi pozostawili na miejscu znaczną część broni i zaopatrzenia, w ostatniej chwili przyzwolili na przejęcie miejskiego banku przez miejscowych bolszewików, a na swoich okrętach nie mieli dość miejsca, by ewakuować wszystkich lojalnych wobec nich żołnierzy białych. Dowodzący nimi gen. Nikołaj Timanowski usłyszał rozkaz odejścia z miasta drogą lądową, w kierunku Białogrodu nad Dniestrem, w stronę granicy z Rumunią. 6 kwietnia 1919 r. oddziały Anatolija Skaczki oraz Matwieja Hryhorjewa wkroczyły do Odessy, napotykając jedynie marginalny opór, witane entuzjastycznie przez mieszkańców. Hryhorjew pozwolił swoim oddziałom dokonać w mieście rabunku na wielką skalę. Tymczasem organizacja miejscowych bolszewików utworzyła lokalny rząd i milicję, dając atamanowi do zrozumienia, że jego niezdyscyplinowane oddziały powinny opuścić Odessę. Hryhorjew, który rozważał już wypowiedzenie posłuszeństwa dowództwu Armii Czerwonej, odszedł z Odessy po tygodniu, a krótko potem rozpoczął bunt przeciwko bolszewickiem rządowi Ukraińskiej SRR.
Odessa pozostawała w rękach bolszewików do sierpnia 1919 r., gdy została zdobyta przez Siły Zbrojne Południa Rosji.